# Pavel Fitine
Pavel Mikhaïlovitch Fitine né le 28 décembre 1907 à Ozhogino dans l'Empire russe et mort le 24 décembre 1971 à Moscou , est un général soviétique.

## Biographie
Il rejoint l'armée rouge en 1934. Il rejoint le NKVD en 1938. En 1939, il est nommé Lieutenant Général. 